# Сага о Вёльсунгах
«Сага о Волсунгах» (исл. Vǫlsunga saga) — исландская сага XIII века. Самая известная из «Саг о древних временах», рассказывающих о легендарной истории Скандинавии в терминах общегерманских мифов. Описывает возникновение и упадок рода Вёльсунгов (Сигмунда и Сигурда), включая историю Брюнхильд и уничтожение бургундского дома. Сага основана на эпической поэзии. Самое старое из известных графических представлений сюжета найдено на одном из так называемых камней Сигурда в Швеции (резьба из Рамсунда / камень из Рамсунда) и относится к XI веку. Собственно сюжет много старше и описывает события, происходившие в Европе в V веке.
Единственная сохранившаяся рукопись саги, Ny kgl. Saml. 1824 b 4to, относится к 1400 году. В этой рукописи сага о Вёльсунгах непосредственно переходит в сагу о Рагнаре Лодброке.
Сага о Вёльсунгах повторяет сюжетные события, встречающиеся в «Старшей Эдде», но, в отличие от Старшей Эдды, события здесь выстроены в единое сюжетное повествование.
Самое известное изложение части сюжета саги о Вёльсунгах — Песнь о Нибелунгах, написанная на средневерхненемецком языке до саги о Вёльсунгах (найденные рукописи относятся к XIII веку). В Песни о Нибелунгах использованы другие имена героев: так, вместо Сигмунда — Зигмунд, вместо Сигурда — Зигфрид.
Значительное влияние «Саги о Вёльсунгах» видно в тетралогии Рихарда Вагнера «Кольцо нибелунга». Сюжет древней саги оказал существенное влияние на сюжет тетралогии о про́клятом кольце.
Сага о Вёльсунгах характерна тем, что в сюжете особенно часто явным образом присутствуют Один и другие персонажи скандинавской мифологии. В связи с этим сложно отделить фактическую основу сюжета от мифологической. Вместе с тем, присутствие в тексте мифологических персонажей делает сагу ценным источником для изучения скандинавских дохристианских верований и обрядов. Так в 6-й главе нашёл, вероятно, отражение ритуал инициации, в рамках которого молодые воины жили «волчьей жизнью» в лесу.
Перевод на русский язык выполнен в 1920-е годы Борисом Исааковичем Ярхо.